# 東広島市立風早小学校
東広島市立風早小学校（ひがしひろしましりつ かざはやしょうがっこう）は、広島県東広島市安芸津町風早にある市立小学校。

## 概要
東広島市の南部にある。2011年より、大田小学校・小松原小学校を統合し、大田・小松原地区の児童を受け入れることになった。

## 沿革
- 1872年8月 - 風早小学校として開校。
- 1891年4月 - 風早尋常小学校と改称。
- 1903年4月 - 風早尋常高等小学校と改称。
- 1930年2月 - 現在地に移転。
- 1941年4月 - 風早国民学校と改称。
- 1947年4月 - 学制改革により安芸津町立風早小学校と改称。
- 1951年6月 - 校歌制定。
- 1969年9月 - プール完成。
- 1981年10月 - 校舎改築。
- 1990年12月 - 第１回メタセコイア灯祭（現・メタセコイヤ文化祭）。
- 2005年2月 - 町合併により東広島市立風早小学校と改称。
- 2011年4月 - 小松原小学校、太田小学校と統合し、両校の学区の児童の受け入れが始まる。

## 学校行事
- 4月 - 入学式
- 5月 - 運動会、修学旅行
- 12月 - メタセコイヤ文化祭
- 3月 - 卒業式

## 進学先中学校
- 東広島市立安芸津中学校

## 交通
- JR呉線 風早駅より徒歩15分